# وانغ جونتشيا
وانغ جونتشيا (بالصينية: 王军霞) هي عدائة مسافات طويلة ومتوسطة صينية ولدت في يوم 19 يناير 1973 في مدينة جيلين في الصين، نافست في سباقات 1500 و3000 و5000 و1000 متر وسباقات الماراثون، أبرز إنجازاتها هو فوزها بالميدالية الذهبية في دورة الألعاب الأولمبية الصيفية 1996 في أتالانتا في سباق 5000 وفوزها بالميدالية الفضية في سباق 10000 متر بنفس الدورة، كما فازت بالميدالية الذهبية في سباق 10000 متر في بطولة العالم لألعاب القوى 1993 في شتوتغارت. وانغ جونتشيا هي أيضاً كانت حاملة الرقم القياسي العالمي في سباق 10000 متر بعد أن حطمت رقم النرويجية إنغريد كريستيانسن وسجلت زمن 29:31.78 دقيقة وألذي ظل صامداً إلى سنة 2016 بعد تحطيمه من قبل العدائة الإثيوبية ألماز أيانا، وانغ جونتشيا لا زالت أيضاً حاملة الرقم القياسي في سباق 3000 متر بزمن 8:06.11 دقيقة وألذي سجلته في سنة 1993.

## روابط خارجية
- وانغ جونتشيا على موقع الاتحاد الدولي لألعاب القوى (الإنجليزية)
- وانغ جونتشيا على موقع اللجنة الأولمبية الدولية (الإنجليزية)
- وانغ جونتشيا على موقع أوليمبيديا (الإنجليزية)